# Reiter Alpe
Reiter Alpe eller Reiter Alm är en bergskedja i Österrike, på gränsen till Tyskland.
Den högsta toppen är Stadelhorn, 2 286 meter över havet.
Topografiskt ingår följande toppar i Reiter Alpe:
- Drei Jäger
- Gernhorn
- Großer Weitschartenkopf
- Grosses Hundshorn
- Hifelwand
- Leimbichlhorn
- Markkogel
- Plattelkopf
- Stadelhorn

I omgivningarna runt Reiter Alpe förekommer i huvudsak kala bergstoppar och gräsmarker samt i dalgångarna barrskog.